# Arenosetella duriensis
Arenosetella duriensis är en kräftdjursart. Arenosetella duriensis ingår i släktet Arenosetella och familjen Ectinosomatidae. Inga underarter finns listade i Catalogue of Life.